# Adolf Beznoska
Adolf Beznoska (* 25. prosince 1961 Slaný) je český politik, od října 2013 do března 2017 poslanec Poslanecké sněmovny PČR, v letech 2002 až 2017 zastupitel města Mladé Boleslavi, člen ODS. Od března 2017 je členem Kolegia Nejvyššího kontrolního úřadu, poté, co ho zvolila Poslanecká sněmovna.

## Život
Po absolvování střední průmyslové školy v Kladně (obor zařízení silnoproudé elektrotechniky) vystudoval v letech 1981 až 1986 Národohospodářskou fakultu Vysoké školy ekonomické v Praze (získal titul Ing.). Už při studiích na vysoké škole působil jako profesionální hokejista v tehdejším týmu Poldi SNOP Kladno (dnes Rytíři Kladno). V letech 1986 až 1990 v kariéře profesionálního hokejisty pokračoval u týmu Auto Škoda (dnes BK Mladá Boleslav).
Po ukončení sportovní kariéry učil na Základní škole Březno (1990 až 1993) a na Obchodní akademii a Vyšší odborné škole ekonomické v Mladé Boleslavi (1993 až 2006, z toho v letech 1995 až 2004 jako zástupce ředitele a v letech 2004 až 2006 jako ředitel).
Zároveň je členem dozorčí rady Lesů města Mladá Boleslav s.r.o. či FK Mladá Boleslav a.s. Angažoval se jako zakladatel a předseda Občanského sdružení Výr (pomáhá dětem s lehkou mozkovou dysfunkcí).
Adolf Beznoska je ženatý a má jednu dceru.

## Politické působení
Roku 2000 se stal členem ODS. Do komunální politiky vstoupil při volbách v roce 2002, kdy byl zvolen jako člen ODS do zastupitelstva města Mladé Boleslavi. Mandát zastupitele města obhájil i v komunálních volbách v roce 2006 a v komunálních volbách v roce 2010. Kromě toho působil v letech 2006 až 2010 v pozici náměstka primátora a v letech 2010 až 2014 jako 1. náměstek primátora města. Ve volbách v roce 2014 post zastupitele města obhájil. Na mandát městského zastupitele však v lednu 2017 rezignoval, jelikož byl zvolen členem Kolegia NKÚ.
Do vysoké politiky se pokoušel dostat, když se zúčastnil voleb do Senátu PČR v roce 2012, kdy kandidoval za ODS v obvodu č. 38 – Mladá Boleslav. Postoupil sice do druhého kola, ale v něm prohrál s Jaromírem Jermářem z ČSSD v poměru 39,88 % ku 60,11 %.
Ve volbách do Poslanecké sněmovny PČR v roce 2013 kandidoval z druhého místa ve Středočeském kraji za ODS a byl zvolen. Získal 5 572 preferenčních hlasů a předskočil tak lídra kandidátky Petra Bendla, který se však rovněž do Sněmovny dostal. V březnu 2017 na poslanecký mandát rezignoval, jelikož se stal členem Kolegia Nejvyššího kontrolního úřadu. Poslanecký mandát po něm získal Jan Skopeček.